# Antonio Federico
Antonio Federico (Campobasso, 7 dicembre 1980) è un politico italiano.

## Biografia

### Attività politica

#### Candidatura alla Presidenza del Molise
Alle elezioni regionali in Molise del 2013 si è candidato alla Presidenza della Regione per il Movimento 5 Stelle, non venendo tuttavia eletto: ottiene il 16,76% dei voti e giunge terzo dietro a Paolo Di Laura Frattura (44,70%, centro-sinistra) e Angelo Michele Iorio (25,80%, centro-destra).
Viene comunque eletto in consiglio regionale, con 2.064 preferenze in provincia di Campobasso.

#### Elezione a deputato
Alle elezioni politiche del 2018 viene eletto alla Camera dei Deputati nel collegio uninominale di Campobasso, sostenuto dal Movimento 5 Stelle. Non si ricandida alle elezioni politiche del 2022.